# Lista de aeroportos do Brasil por código aeroportuário ICAO
A ICAO ou OACI - Organização da Aviação Civil Internacional (em português), visando padronizar e facilitar a identificação dos aeroportos dos países membros, criou um código de 4 letras exclusivo para cada aeroporto.

Cada aeroporto também contém um código de 3 letras definido pela IATA - Associação Internacional de Transportes Aéreos(em português).

A diferença entre os códigos vem da origem de cada uma das associações acima:

ICAO - Organização reguladora, visa regulamentar a aviação civil internacional.

IATA - Organização voltada para a exploração comercial do transporte aéreo.

## Construção do código ICAO
Os códigos ICAO são construídos em base de regiões definidas pela ICAO, no formato AAAA (4 letras), conforme definido pelo Doc 7910 (Location Indicators) da ICAO (documento reservado). 

Exemplo:

SBSP - Congonhas

S - Região ICAO - Letra designada para a América do Sul

B - Designação do país do aeroporto - no caso designação do Brasil

SP - Código do Aeroporto propriamente dito

## Lista dos Códigos ICAO e IATA dos Aeroportos Brasileiros
Lista oficial de acordo com as listagens oficiais IATA e ICAO

Os códigos ICAO de alguns aeroportos são retirados de suas próprias páginas na Wikipédia, porém não foram localizados nas listagens referenciadas nesta página.

A lista foi ordenada em ordem alfabética pelo nome do aeroporto.

| Aeroporto              | Nome Usual            | Nome Oficial                                             | Código ICAO | Código IATA | Localização                | Administração               |
| ---------------------- | --------------------- | -------------------------------------------------------- | ----------- | ----------- | -------------------------- | --------------------------- |
| Amapá                  | Amapá                 | Aeroporto de Amapá                                       | SBAM        | MCP         | Amapá/AP                   | Municipal                   |
| Apuí                   | Apuí                  | Aeroporto de Apuí                                        | SWYN        | ---         | Apuí/AM                    | Municipal                   |
| Arapiraca              | Arapiraca             | Aeroporto de Arapiraca                                   | SNAL        | APQ         | Arapiraca/AL               | Municipal                   |
| Barcelos               | Barcelos              | Aeroporto de Barcelos                                    | SWBC        | BAZ         | Barcelos/AM                | Municipal                   |
| Barreirinha            | Barreirinha           | Aeroporto de Barreirinha                                 | SWBI        | ---         | Barreirinha/AM             | Municipal                   |
| Belém                  | Val-de-Cães           | Aeroporto Internacional de Belém Val-de-Cães             | SBBE        | BEL         | Belém/PA                   | Infraero                    |
| Belo Horizonte         | Confins               | Aeroporto Internacional de Belo Horizonte-Confins        | SBCF        | CNF         | Confins/MG                 | BH Airport                  |
| Belo Horizonte         | Pampulha              | Aeroporto Carlos Drummond de Andrade                     | SBBH        | PLU         | Belo Horizonte/MG          | Infraero                    |
| Boa Vista              | Boa Vista             | Aeroporto Internacional de Boa Vista                     | SBBV        | BVB         | Boa Vista/RR               | Vinci Airports              |
| Borba                  | Borba                 | Aeroporto de Borba                                       | SWBR        | ---         | Borba/AM                   | Municipal                   |
| Brasileia              | Brasileia             | Aeroporto de Brasileia                                   | SWBS        | ---         | Brasileia/AC               | Municipal                   |
| Brasília Internacional | Brasília              | Aeroporto Internacional de Brasília                      | SBBR        | BSB         | Lago Sul/DF                | Inframérica                 |
| Caçador                | Caçador               | Aeroporto Carlos Alberto da Costa Neves                  | SBCD        | CFC         | Caçador/SC                 | Infraero                    |
| Calçoene               | Calçoene              | Aeroporto de Calçoene                                    | SNCC        | ---         | Calçoene/AP                | Municipal                   |
| Campinas               | Viracopos             | Aeroporto Internacional de Viracopos/Campinas            | SBKP        | VCP         | Campinas/SP                | Aeroportos Brasil Viracopos |
| Campo dos Amarais      | Amarais               | Aeroporto Campo dos Amarais                              | SDAM        | CPQ         | Campinas/SP                | Voa-SP                      |
| Campo de Marte         | Campo de Marte        | Aeroporto Campo de Marte                                 | SBMT        | ---         | São Paulo/SP               | Infraero                    |
| Caruaru                | Caruaru               | Aeroporto de Caruaru                                     | SNRU        | CAU         | Caruaru/PE                 | Municipal                   |
| Carauari               | Carauari              | Aeroporto de Carauari                                    | SWCA        | CAF         | Caraurari/AM               | Municipal                   |
| Cascavel               | Cascavel              | Aeroporto de Cascavel                                    | SBCA        | CAC         | Cascavel/PR                | Municipal                   |
| Cascavel               | Aeroleve              | Aeroleve                                                 | SILQ        | ---         | Cascavel/PR                | Privado                     |
| Coari                  | Coari                 | Aeroporto Regional de Coari                              | SWKO        | CIZ         | Coari/AM                   | Municipal                   |
| Conceição do Araguaia  | Conceição do Araguaia | Aeroporto de Conceição do Araguaia                       | SBAA        | CDJ         | Conceição do Araguaia/PA   | Municipal                   |
| Cruzeiro do Sul        | Cruzeiro do Sul       | Aeroporto Internacional de Cruzeiro do Sul               | SBCZ        | CZS         | Cruzeiro do Sul/AC         | Vinci Airports              |
| Curitiba               | Bacacheri             | Aeroporto do Bacacheri                                   | SBBI        | BFH         | Curitiba/PR                | Infraero                    |
| Curitiba Internacional | Curitiba              | Aeroporto Internacional Afonso Pena                      | SBCT        | CWB         | São José dos Pinhais/PR    | Infraero                    |
| Feijó                  | Feijó                 | Aeroporto de Feijó                                       | SWFJ        | FEJ         | Feijó/AC                   | Municipal                   |
| Flores                 | Flores                | Aeroporto de Flores                                      | SWFN        | ---         | Manaus/AM                  | Municipal                   |
| Florianópolis          | Florianópolis         | Aeroporto Internacional Hercílio Luz                     | SBFL        | FLN         | Florianópilis/SC           | Floripa Airport             |
| Fortaleza              | Pinto Martins Intl    | Aeroporto Internacional Pinto Martins                    | SBFZ        | FOR         | Fortaleza/CE               | Fraport                     |
| Foz do Iguaçú          | Foz do Iguaçú         | Aeroporto Internacional Cataratas                        | SBFI        | IGU         | Foz do Iguaçú/PR           | Infraero                    |
| Goianá                 | Goianá                | Aeroporto Presidente Itamar Franco                       | SBZM        | IZA         | Goianá/MG                  |                             |
| Goiânia                | Goiânia               | Aeroporto Internacional Santa Genoveva                   | SBGO        | GYN         | Goiânia/GO                 | Infraero                    |
| Guarulhos              | Cumbica               | Aeroporto Internacional de São Paulo-Guarulhos           | SBGR        | GRU         | Guarulhos/SP               | GRU Airport                 |
| Imperatriz             | Imperatriz            | Aeroporto de Imperatriz                                  | SBIZ        | IMP         | Imperatriz/MA              | Infraero                    |
| Jericoacoara           | Jericoacoara          | Aeroporto Regional Comandante Ariston Pessoa             | SBJE        | JJD         | Cruz/CE                    |                             |
| Joinville              | Cubatão               | Aeroporto de Joinville                                   | SBJV        | JOI         | Joinville/SC               | Infraero                    |
| João Pessoa            | Castro Pinto          | Aeroporto Internacional de João Pessoa-Bayeux            | SBJP        | JPA         | Bayeux/PB                  | Infraero                    |
| Juiz de Fora           | Juiz de Fora          | Aeroporto de Juiz de Fora                                | SBJF        | JDF         | Juiz de Fora/MG            | Municipal                   |
| Jundiaí                | Jundiaí               | Aeroporto de Jundiaí                                     | SBJD        | QDV         | Jundiaí/SP                 | Daesp                       |
| Macapá                 | Macapá                | Aeroporto Internacional de Macapá-Alberto Alcolumbre     | SBMQ        | MCP         | Macapá/AP                  | Infraero                    |
| Manaus                 | Manaus                | Aeroporto Internacional de Manaus                        | SBEG        | MAO         | Manaus/AM                  | Vinci Airports              |
| Manduca Leão           | Manduca Leão          | Aeroporto Manduca Leão                                   | SNML        | ---         | Rio Largo/A L              | Municipal                   |
| Maceió                 | Maceió                | Aeroporto Internacional Zumbi dos Palmares               | SBMO        | MCZ         | Rio Largo/AL               | Infraero                    |
| Mossoró                | Mossoró               | Aeroporto Governador Dix-Sept Rosado                     | SBMS        | MVF         | Mossoró/RN                 | Estadual                    |
| Navegantes             | Navegantes            | Aeroporto Internacional de Navegantes                    | SBNF        | NVT         | Navegantes/SC              | Infraero                    |
| Natal                  | Natal                 | Aeroporto Internacional de Natal                         | SBSG        | NAT         | São Gonçalo do Amarante/RN | Inframérica                 |
| Novo Campo             | Novo Campo            | Aeroporto Novo Campo                                     | SWNK        | ---         | Boca do Acre/AM            | Municipal                   |
| Oiapoque               | Oiapoque              | Aeroporto de Oiapoque                                    | SBOI        | ---         | Oiapoque/AP                | Municipal                   |
| Paço do Lumiar         | Paço do Lumiar        | Aeroporto de Paço do Lumiar                              | SNOZ        | ---         | Paço do Lumiar/MA          | Municipal                   |
| Palmeiras do Javari    | Palmeiras do Javari   | Aeroporto Palmeiras do Javari                            | SWJV        | ---         | Atalaia do Norte/AM        | Municipal                   |
| Parnaíba               | Parnaíba              | Aeroporto Internacional Prefeito Doutor João Silva Filho | SBPB        | PHB         | Parnaíba/PI                | Infraero                    |
| Penedo                 | Penedo                | Aeroporto de Penedo                                      | SNPE        | ---         | Penedo/AL                  | Municipal                   |
| Ponta Grossa           | Sant'ana              | Comandante Antonio Amilton Beraldo                       | SSZW        | PGZ         | Ponta Grossa/PR            | Municipal                   |
| Porto Alegre           | Porto Alegre          | Aeroporto Internacional Salgado Filho                    | SBPA        | POA         | Porto Alegre/RS            | Fraport                     |
| Porto Grande           | Porto Grande          | Aeroporto de Porto Grande                                | SNPG        | ---         | Porto Grande/AP            | Municipal                   |
| Porto Velho            | Porto Velho           | Aeroporto Internacional de Porto Velho                   | SBPV        | PVH         | Porto Velho/RO             | Vinci Airports              |
| Recife                 | Guararapes            | Aeroporto Internacional do Recife                        | SBRF        | REC         | Recife/PE                  | Aena Internacional          |
| Ribeirão Preto         | Ribeirão Preto        | Aeroporto de Ribeirão Preto                              | SBRP        | RAO         | Ribeirão Preto/SP          | Daesp                       |
| Rio Branco             | Rio Branco            | Aeroporto Internacional de Rio Branco                    | SBRB        | RBR         | Rio Branco/AC              | Vinci Airports              |
| Rio de Janeiro         | Santos Dumont         | Aeroporto Santos Dumont                                  | SBRJ        | SDU         | Rio de Janeiro/RJ          | Infraero                    |
| Rio de Janeiro         | Galeão                | Aeroporto Internacional do Rio de Janeiro-Galeão         | SBGL        | GIG         | Rio de Janeiro/RJ          | RIOgaleão                   |
| Rio de Janeiro         | Jacarepaguá           | Aeroporto de Jacarepaguá                                 | SBJR        | ---         | Rio de Janeiro/RJ          | Infraero                    |
| Rondonópolis           | Rondonópolis          | Aeroporto Municipal Maestro Marinho Franco               | SBRD        | ROO         | Rondonópolis/MT            | Em concessão                |
| Santa Maria            | Santa Maria           | Aeroporto de Santa Maria                                 | SBSM        | RIA         | Santa Maria/RS             | Municipal                   |
| Santa Rosa do Purus    | Santa Rosa do Purus   | Aeroporto de Santa Rosa do Purus                         | SDOE        | ---         | Santa Rosa do Purus/AC     | Municipal                   |
| Santos                 | Base Aérea de Santos  | Base Aérea de Santos                                     | SBST        | SSZ         | Guarujá/SP                 | Força Aérea Brasileira      |
| Salvador               | Salvador              | Aeroporto Internacional de Salvador                      | SBSV        | SSA         | Salvador/BA                | Vinci Airports              |
| São Carlos             | Latam                 | Aeroporto Internacional de São Carlos                    | SDSC        | QSC         | São Carlos/SP              | Daesp                       |
| São Luís               | São Luís              | Aeroporto Internacional de São Luís                      | SBSL        | SLZ         | São Luís/MA                | Infraero                    |
| São Paulo              | Congonhas             | Aeroporto de Congonhas                                   | SBSP        | CGH         | São Paulo/SP               | Infraero                    |
| Sena Madureira         | Sena Madureira        | Aeroporto de Sena Madureira                              | SWSN        | ZMD         | Sena Madureira/AC          | Municipal                   |
| Sorocaba               | Sorocaba              | Aeroporto de Sorocaba                                    | SDCO        | SOD         | Sorocaba/SP                | Daesp                       |
| Surumu                 | Surumu                | Aeroporto de Surumu                                      | SWMU        | ---         | Pacaraima/RR               | Municipal                   |
| Tabatinga              | Tabatinga             | Aeroporto Internacional de Tabatinga                     | SBTT        | TBT         | Tabatinga/AM               | Vinci Airports              |
| Tarauacá               | Taraucá               | Aeroporto de Tarauacá                                    | SBTK        | TRQ         | Taraucá/AC                 | Municipal                   |
| Tefé                   | Tefé                  | Aeroporto Regional de Tefé                               | SBTF        | TFF         | Tefé/AM                    | Vinci Airports              |
| Teresina               | Teresina              | Aeroporto de Teresina                                    | SBTE        | THE         | Teresina/PI                | Infraero                    |
| Tirios                 | Óbidos Tirios         | Base Área de Tirios                                      | SBTS        | ---         | Óbidos/PA                  | Força Aérea Brasileira      |
| Unaí                   | Unaí                  | Aeroporto de Unaí                                        | SNUN        | ---         | Unaí/MG                    | Prefeitura de Unaí          |
| Xapuri                 | Xapuri                | Aeroporto de Xapuri                                      | SWXU        | ---         | Xapuri/AC                  | Municipal                   |